# Plamistość jabłoni

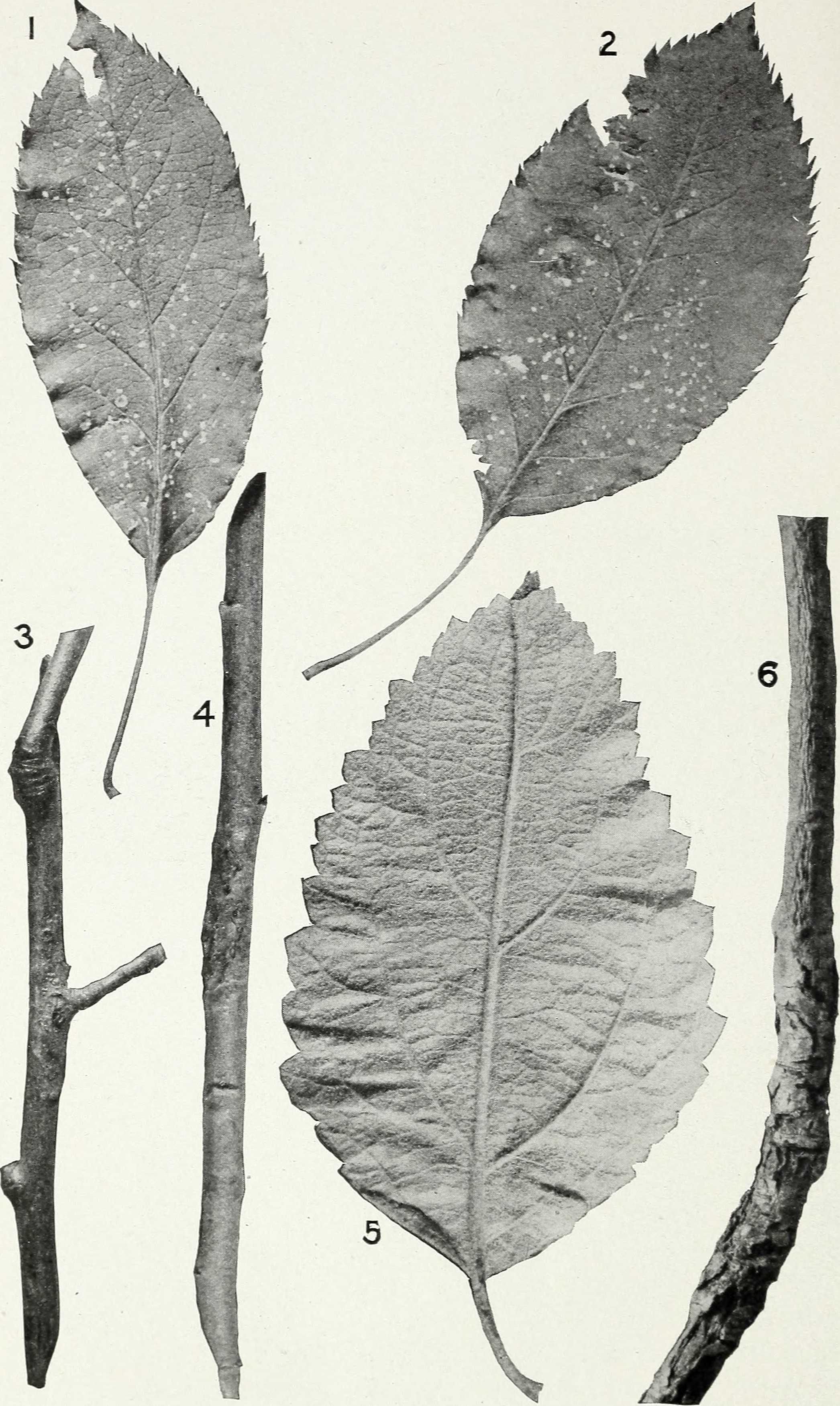
Objawy na pędzie i liściach

Plamistość jabłoni (ang. blotch of apple) – choroba jabłoni wywołana przez Phyllosticta solitaria.

## Objawy
Na nerwach, między nerwami i na ogonkach liści jabłoni pojawiają się białe, drobne plamki o średnicy 1,5–3 mm. Rozrastają się do średnicy około 6 mm przybierając eliptyczny kształt i barwę od beżowej do brązowej z czarną grudką w środku Są to pyknidia. Gdy patogen zainfekuje podstawę ogonka liściowego, prowadzi to do przedwczesnego opadnięcia liścia, przy czym sama blaszka liściowa nie ulega infekcji.
Na pędach, krótkopędach i latoroślach tworzą się okrągłe, ciemne nabrzmiałe plamy z grudkowatymi pyknidiami. Plamy przekształcają się w zrakowacenia o barwie od brązowej do czarnej. W drugim roku od infekcji na obrzeżu zrakowaceń tworzy się czarna aureola, w następnym roku następna. Sąsiednie zrakowacenia mogą się zlewać z sobą. Patogen nie przerasta jednak drewna i tworzony przez roślinę kalus oddziela porażoną tkankę od zdrowej. Porażona, martwa tkanka złuszcza się.
Na jabłkach powstają ciemne, wzniesione lub pęcherzykowate plamki o średnicy 1,5–3 mm. Tworzą się one już na młodych jabłkach pod koniec maja i na początku czerwca. Rozrastając się tworzą ramiona nadające im gwiazdkowaty kształt. Porażenia te mogą pękać, co ułatwia wniknięcie do jabłka innym patogenom powodującym wtórne infekcje i gnicie owoców. Na jabłkach o jasnej barwie plamy te często mają czerwonawą obwódkę
Choroba występuje w Ameryce Północnej. W Europie notowano tylko incydentalne jej występowanie w Danii, jednak w Europie i w Polsce istnieją warunki do jej rozprzestrzenienia się.

## Epidemiologia
Phyllosticta solitaria zimuje w zrakowaceniach na pędach. Infekuje jabłonie około 2–3 tygodnie po opadnięciu płatków kwiatów. Infekcji dokonują zarodniki konidialne powstające w pyknidiach. Mogą się one podczas deszczów rozprzestrzeniać na odległość do 80 m z drzewa o 10-metrowej wysokości (z niższego bliżej). W miejscu ich infekcji rozwija się grzybnia, która wytwarza konidia dokonujące infekcji wtórnych rozprzestrzeniających chorobę. W miesiącach lipiec-sierpień tworzą się sklerocja. Część z nich jest sterylna, ale część następnego roku tworzy konidia. Ze zrastających się z sobą pyknidiów na porażonych jabłkach również mogą się tworzyć sklerocja. Sklerocja, które przezimowały na liściach i owocach, tworzą konidia, ale nie odgrywają one większej roli w rozprzestrzenianiu choroby. Decydujące w tym znaczenie mają konidia powstające w zrakowaceniach na drzewie.
Stopień porażenia drzew jest ściśle związany z pogodą. Przy częstych opadach deszczu może dochodzić do 50%. Optymalna temperatura do kiełkowania zarodników wynosi 21–27 °C.